# 日和崎尊夫
日和崎 尊夫（ひわさき たかお、1941年（昭和16年）7月31日 - 1992年（平成4年）4月29日）は、日本の版画家である。

## 経歴・人物
高知県高知市の生まれ。1963年（昭和38年）に武蔵野美術学校（現在の武蔵野美術大学）卒業直後、日本美術家連盟版画工房にて畦地梅太郎が開いた講習会に入会する。その後は畦地から板目木版を学び、翌1964年（昭和39年）には家業手伝いにより高知に帰郷した。この頃に恩地孝四郎が著した『日本の現代版画』を熟読した事により、独学で木口木版を学ぶ。これによって以後木版画の制作に専念し、多くの賞状を受賞した。
1974年（昭和49年）から翌1975年（昭和50年）にかけては文化庁のヨーロッパ派遣芸術家在外研修員として渡欧し、1978年（昭和53年）にスペインのバルセロナで開催された「現代日本の10人の版画家」及び1980年（昭和55年）にはバングラデシュのダッカで開催された「現代の東洋美術展」に日和崎の作品が出品される。これによって日本のみならず海外でも注目を浴び、日本における現代版画に木口木版に取り入れた作家の先駆者として名を馳せた。1982年（昭和57年）には故郷の高知にてアトリエの「白椿荘」を建て、1990年（平成2年）には高知国際版画トリエンナーレ展の開催を提案した。なおこの展覧会は後に実際に開催されている。死去する前年の1991年（平成3年）には木版画家が所属する「鑿の会」に入会し、1988年（昭和63年）に死去した同会の先輩だった城所祥に代わる第一人者となった。1992年（平成4年）に食道癌により死去した。

## 受賞歴
- 日本版画協会新人賞（1966年）
- 日本版画協会賞（1967年）
- 第2回フィレンツェ国際ビエンナーレ展 金賞（1969年）
- 山口源大賞（1990年）

## 主な作品

### 版画
- 『KARPA』
- 『海淵の薔薇』
- 『五億の風の詩』

### 画集
- 『緑の導火線』
- 『博物譜』
- 『ピエロの見た夢』
- 『フレシマ』
- 『薔薇刑』
- 『星と舟の唄』

## 作品論
- 『版と画の間』柿沼裕朋編、平凡社、2014年 - 第4章「日和崎尊夫」